# تشاد ماي
تشاد ماي (بالإنجليزية: Chad May)‏ هو لاعب كرة قدم أمريكية أمريكي، ولد في 28 سبتمبر 1971 في ويست كوفينا في الولايات المتحدة.